# Micracanthia humilus
Micracanthia humilus är en insektsart som först beskrevs av Thomas Say 1832.  Micracanthia humilus ingår i släktet Micracanthia och familjen strandskinnbaggar. Inga underarter finns listade i Catalogue of Life.